# Sri Suriyothai
La regina Sri Suriyothay (in lingua thai: สมเด็จพระศรีสุริโยทัย, trascrizione RTGS: Somdet Phra Sri Suriyothai) (... – Ayutthaya, 3 febbraio 1549), è stata la regina consorte del Siam, l'odierna Thailandia, moglie del sedicesimo sovrano del Regno di Ayutthaya Maha Chakkraphat.
È passata alla storia per aver sacrificato la propria vita per salvare il marito durante l'invasione dei birmani nel 1549. Il suo atto di coraggio è tuttora vivo nella memoria dei thailandesi, che la considerano un'eroina nazionale.

## Biografia
Le storiografie di Ayutthaya si sono occupate di Sri Suriyothai principalmente in relazione all'episodio in cui perse la vita e per i figli che ebbe. Non sono disponibili informazioni dettagliate sulla sua vita, alcune fonti non pienamente attendibili ipotizzano che fosse una principessa della Dinastia Phra Ruang, i cui sovrani avevano regnato sul vecchio Regno di Sukhothai.

### Matrimonio
Si sposò molti anni prima di diventare regina, quando il marito non era ancora salito al trono ed era chiamato principe Thianracha. Era il figlio di re Ramathibodi II, che aveva regnato dal 1491 al 1529. e fratellastro minore degli altri due re Borommaracha IV (1529-1533) e Chairacha (1534-1546). La coppia ebbe diversi figli, tra i quali vi sono notizie dei seguenti:
- Principe Ramesuen, il primogenito ed erede al trono. Fu preso in ostaggio dai birmani e deportato nella capitale Pegu al termine dell'invasione del 1564. Quello stesso anno, il re birmano Bayinnaung lo volle al proprio fianco nella campagna punitiva contro il Regno Lanna, durante la quale il principe cadde malato e morì.[3]
- Principe Mahin, che divenne il successore di Maha Chakkraphat e l'ultimo sovrano della Dinastia Suphannaphum di Ayutthaya con il nome regale Mahinthra Thirat. Deportato nel 1569 dopo che la capitale fu espugnata nella terza invasione birmana, morì durante il trasferimento a Pegu.[3]
- Principessa Sawatdirat, data in sposa a Maha Thammaracha di Phitsanulok, dopo che questi aveva ucciso l'usurpatore Worawongsa e posto sul trono di Ayutthaya Thianaracha.[3] La principessa prese il nome regale Wisutkasat, e fu la madre dei re Naresuan e Ekathotsarot, nonché della principessa Suphankanlaya.
- Principessa Boromdilok, morì in battaglia assieme a Suriyothai per proteggere il re.[3] Secondo lo storico Michael Wright, fu Boromdilok e non Suriyothai la protagonista del duello sull'elefante che permise il salvataggio del padre.[1][4]
- Principessa Thep Krasatri, promessa sposa dell'alleato di Ayutthaya re Setthathirat I di Lan Xang, fu rapita da emissari birmani e portata a Pegu.[3]
- Altre due principesse di cui non è noto il nome, che in precedenza erano state offerte in sposa a Setthathirat I, una delle quali era stata rifiutata.[3]

### Crisi dinastica
Quando Chairacha salì al trono nel 1534, nominò il fratellastro minore Thianracha viceré con il titolo di Uparat. Si può quindi ipotizzare il trasferimento della famiglia a Phitsanulok, che da quasi un secolo era diventata la sede ufficiale dell'Uparat ed erede al trono di Ayutthaya. Chairacha era stato acclamato re dopo aver fatto uccidere il nipote Ratsada e fu a sua volta assassinato nel 1546 dalla consorte non ufficiale Sri Sudachan, dalla quale aveva avuto i figli Yot Fa e Sri Sin. L'undicenne Yot Fa salì al trono e la reggenza fu affidata a Sri Sudachan e Thianracha, ma dopo qualche tempo i due reggenti ebbero dei dissidi; Thianracha abbandonò gli incarichi pubblici ed entrò in monastero come monaco buddhista.
In questo travagliato periodo della storia nazionale, vi fu l'ascesa al trono del Regno di Toungoo di Tabinshwehti, il quale iniziò l'espansione che riunificò la Birmania nel 1545. Negli anni successivi, i birmani intrapresero una serie di campagne militari che avrebbero portato alla capitolazione di Ayutthaya nel 1564.

### Regina consorte
Libera di gestire a proprio piacere il regno, Sri Sudachan fece uccidere Yot Fa e riuscì a far acclamare re l'amante Worawongsa, un usurpatore non appartenente alla famiglia reale. Dopo poche settimane, Worawongsa fu vittima di un complotto organizzato da un clan di nobili che facevano capo alla famiglia reale di Sukhothai ed erano guidati dal principe Khun Phiren Thorathep. I cospiratori uccisero l'usurpatore e Sri Sudachan, mentre fu risparmiato il principe Sri Sin.
Il trono fu quindi affidato a Thianracha, che uscì dal monastero e prese il nome regale Maha Chakkraphat. Il nuovo sovrano si prese in carico la tutela del nipote Sri Sin e ricompensò con generosità i nobili che lo avevano posto sul trono. In particolare, diede in sposa la propria figlia Sawatdirat a Khun Phiren Thorathep, che fu nominato governatore di Phitsanulok con il nome regale Maha Thammaracha.

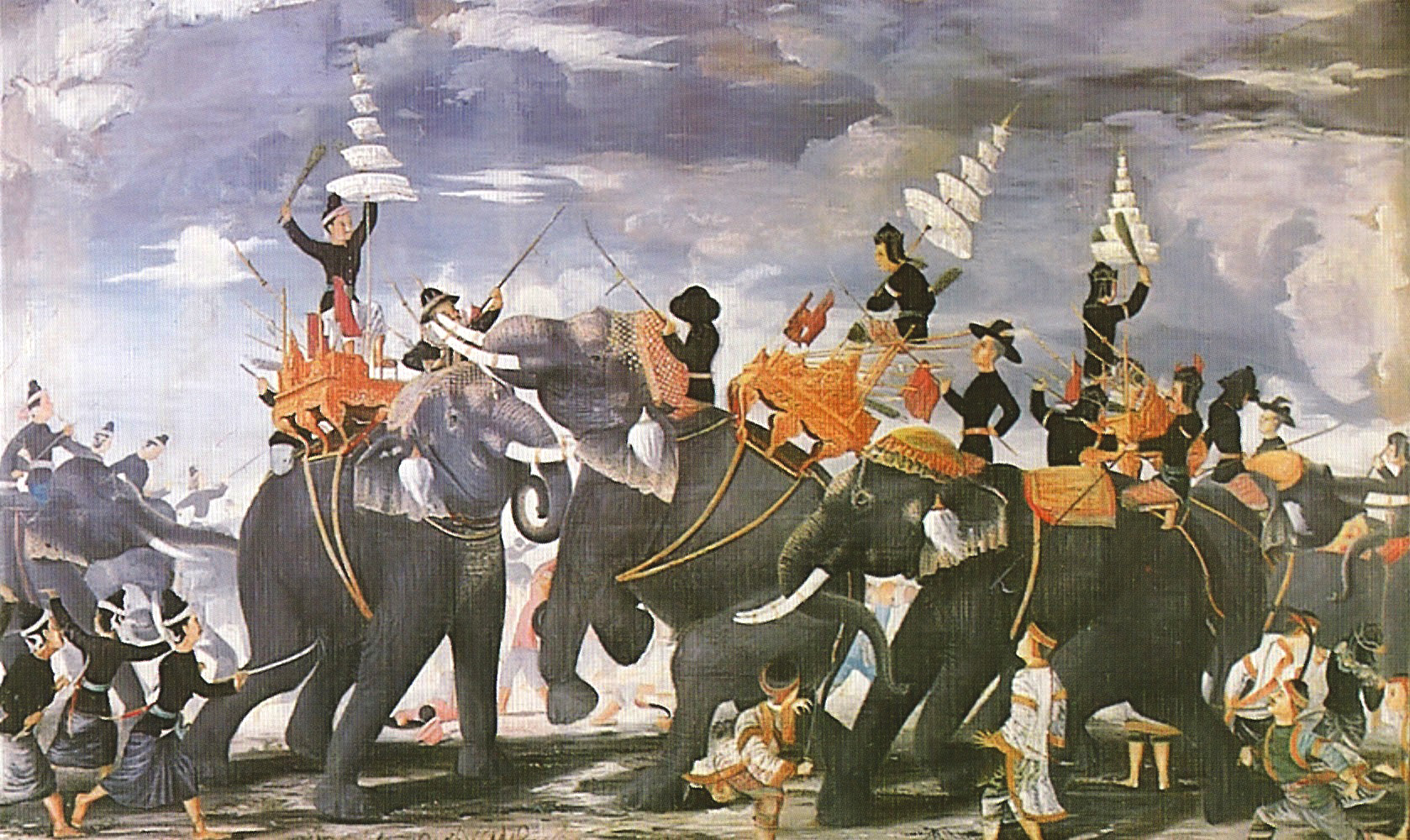
La battaglia in cui perse la vita Sri Suriyothai in un dipinto del XX secolo

### Morte in battaglia
Informato sul periodo di crisi che stava attraversando Ayutthaya, il re birmano Tabinshwehti invase il Siam prendendo a pretesto degli scontri che si erano verificati lungo le frontiere tra i due Stati. L'avanguardia del grande esercito birmano era comandata dal generale Bayinnaung, il nucleo centrale dallo stesso Tabinshwehti e la retroguardia dal viceré di Prome Thado Dhammayaza. Senza incontrare particolare opposizione, i birmani si accamparono nei pressi di Ayutthaya. I siamesi avevano concentrato le difese nella capitale ed ingaggiarono battaglia il 3 febbraio del 1549. L'esercito uscì dalla città comandato da re Maha Chakkraphat, dall'Uparat principe Ramesuan e dal principe Mahin, i due figli del sovrano. Preoccupate per il sovrano, parteciparono in incognito alla battaglia anche la regina Suriyothai e la figlia principessa Boromdhilok, entrambe sul dorso dello stesso elefante, irriconosibili sotto le corazze da soldato. L'armata siamese raggiunse la colonna comandata dal viceré di Prome e, com'era consuetudine di quel tempo, i due comandanti si affrontarono in un duello testa a testa sul dorso degli elefanti.
L'elefante di Maha Chakkraphat fu colto da una crisi di panico e si diede alla fuga, inseguito dall'elefante del comandante birmano. La regina Suriyothai, vedendo il marito prossimo alla morte, spinse il proprio elefante tra i due contendenti, affrontò personalmente il viceré di Prome e fu uccisa assieme alla figlia a colpi di falce da guerra. I principi Ramesuan e Mahin intervennero a disperdere i birmani e raccolsero i resti della madre e della sorella, ricomposero le truppe attorno al padre, che grazie alla moglie si era salvato, e l'esercito siamese fece rientro in città. L'invasione fu respinta a fatica dopo un lungo assedio e i birmani si ritirarono stremati e a corto di viveri.

## Tributi

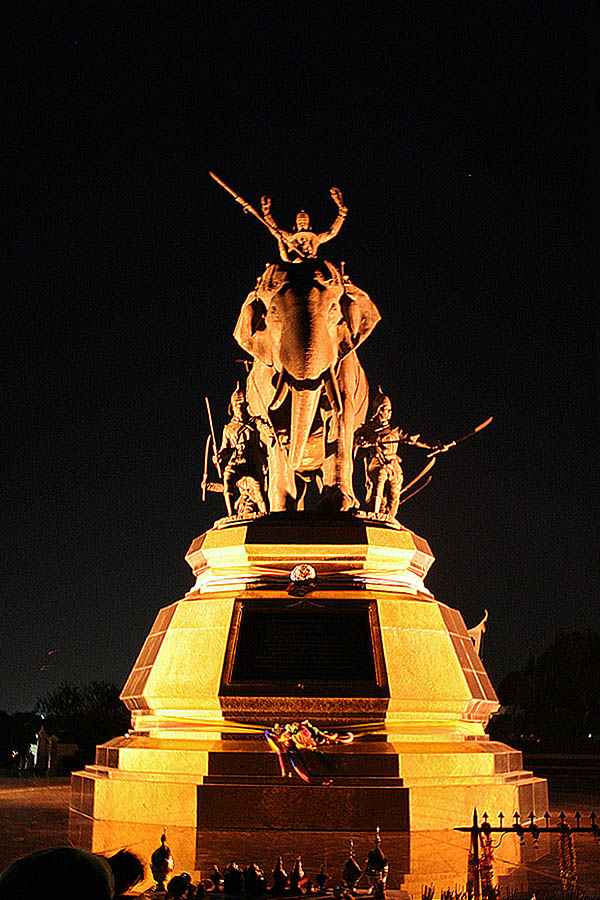
L'imponente monumento alla memoria di Suriyothai, eretto nel luogo dove si suppone sia morta

Il corpo della regina fu trasportato in città con un'imbarcazione sul fiume Chao Phraya ed in suo onore il sovrano fece erigere il Wat Sop Sawan nel luogo dove fu cremata. Questo tempio è stato abbattuto durante una modernizzazione della città, ed al suo posto sorge oggi un monumento alla memoria di Suriyothai. Vicino al tempio fu costruito anche un chedi in onore della regina, dove secondo lo storico Damrong Rajanubhab ne furono tumulate le ceneri. Dopo alcune ristrutturazioni, il Chedi Sri Suriyothai è oggi in buono stato di conservazione.
Durante l'ondata di nazionalismo che scosse la Thailandia nella prima metà del XX secolo, il ruolo che ebbero le eroine nazionali fu enfatizzato dal dittatore Plaek Phibunsongkhram, per diffondere l'idea che attraverso il sacrificio si contribuisce all'unità nazionale. A tale scopo, la moglie di Phibun istituì il Club Nazionale delle Donne Thailandesi, di cui fu scelta come simbolo Suriyothai. Nel 1995, sul luogo dove si presume abbia perso la vita la regina, è stato inaugurato un grande monumento in cui Suriyothai compare in groppa all'elefante durante la battaglia del 1549.
La vita della regina è stata narrata nel kolossal thailandese del 2001 สุริโยทัย (Suriyothai), uscito in DVD in Italia con il titolo Suriyothai - Il sole e la luna. La pellicola, promossa dalla regina consorte di Thailandia Sirikit e diretta da Chatrichalerm Yukol, membro della casa reale, è una versione romanzata della storia di quel tempo. A tutto il 2001, era stata la più costosa produzione cinematografica thailandese di tutti i tempi.